# Arkaitz Rodriguez Torres
Arkaitz Rodriguez Torres (Sant Sebastià, 1 de febrer de 1979) és un polític basc, secretari general del partit polític Sortu des del 23 de setembre de 2017. Anteriorment desenvolupà el doble càrrec de responsable d'acció política i portaveu, aquest darrer juntament amb Sonia Jacinto i Miren Zabaleta, després del congrés del partit celebrat el 21 de gener de 2017 al Palau Euskalduna de Bilbao.
Estigué vinculat a organitzacions de l'esquerra abertzale, com ara les organitzacions juvenils Haika i Segi. Després de la sentència del macrojudici 18/98+ contra Jarrai-Haika-Segi, fou condemnat a diversos anys de presó. Pel cas Bateragune passà 6 anys a la presó, juntament amb altres figures públiques vinculades a l'esquerra abertzale, com ara Sonia Jacinto, Miren Zabaleta, Arnaldo Otegi i Rafa Díez Usabiaga. En total, va passar 10 anys de presó, dividida en tres parts, en presons com la de Castelló II a Albocàsser o la de Logronyo, en la que compartí mòdul amb Arnaldo Otegi.
Es graduà en Enginyeria electrònica i industrial i, posterior inicià el grau d'Administració i direcció d'empreses, tot i que no l'arribà a acabar. Durant la seva estada a la presó pel cas Bateragune, obtingué les qualificacions més altes de graduació en Gestió empresarial de tot l'Estat espanyol, tot i que les condicions per aprendre són molt pitjors en una presó.